# Колониці (гміна Балигород)
Колониці — колишнє село в гміні Балигород, повіт Лісько, воєводстві Підкарпатському на території сучасної Польщі. Прадавнє українське поселення.
Через село протікає річка Колониця — притока річки Гочівка, яка впадає в Сян. Назва села походить від річки Колониці.

## Історія
Ймовірно, населення на території села жило ще за часів Русі. Але перша документальна згадка припадає на 1522 рік — село Клониче (пол. Klonicze) на волоському праві у власності роду Балів. Назва означала — на розвилці доріг. Було тоді в селі 11 господарств.

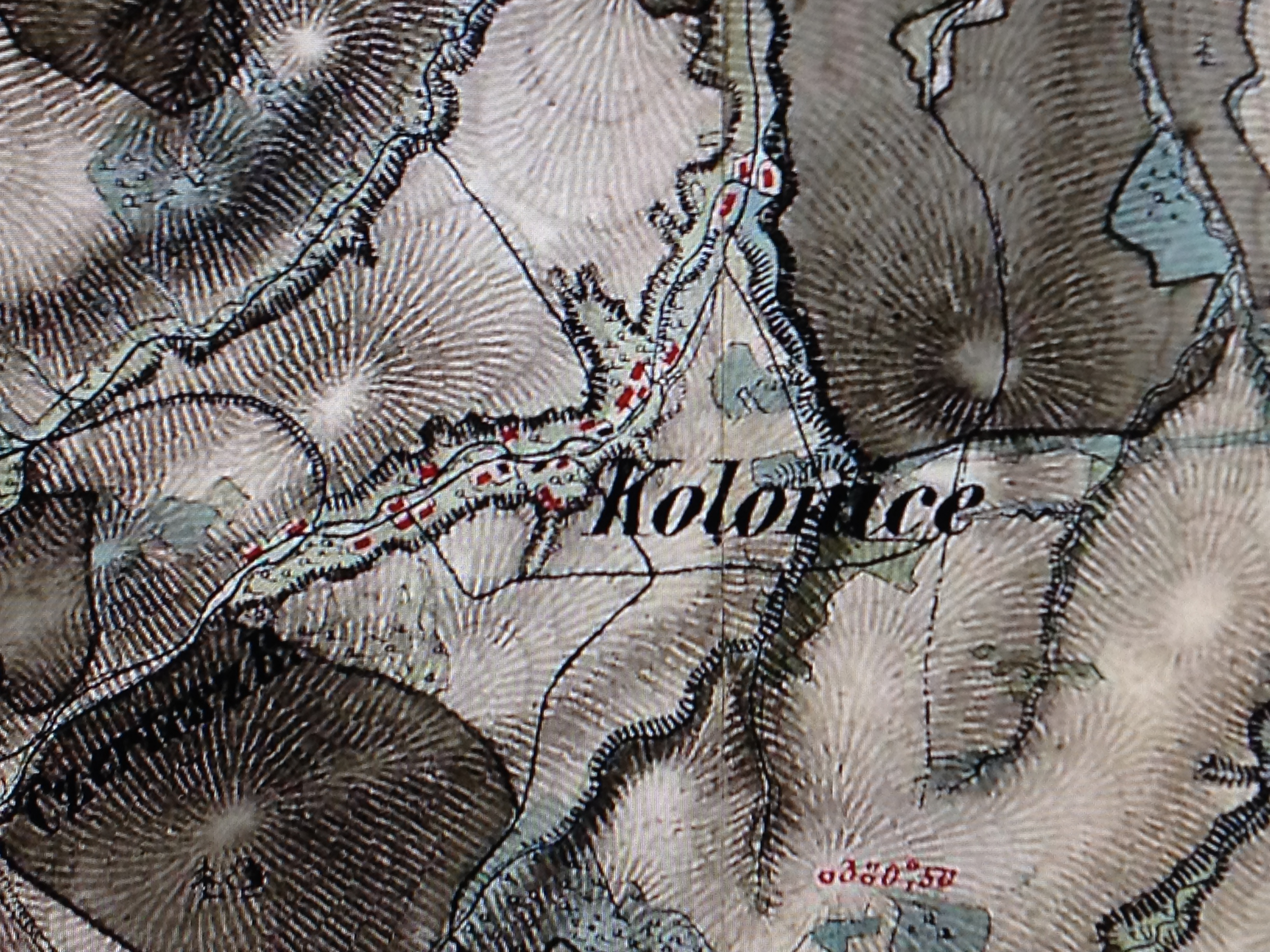
Колоничі на карті кін. XVIII ст.

Старе село лежало в долині річок (потоків) Колониці і Чертеж. На півд.-схід сусіднє село  Яблінки, на північ — Лубне, на захід і південь — великі ліси, якими вкриті гори.

### Церква Святого Архангела Михаїла
Філіальна дерев'яна церква в селі була збудована у 1815 році. На відстані 4 км була парафія Яблінка Балигородського Деканату (з 1912 року — Тіснянського) Перемиської єпархії. Нову церкву було збудовано у 1936 році на місці старої. До літа 1946 року село було повністю виселене, але церква простояла порожня до 50-х років XX століття, коли її було розібрано. 

### Демографія
На 1785 рік у власності села було 12.44 км² земельних угідь та мешкало 140 греко-католиків, 5 римо-католиків та 6 юдеїв.
Список мешканців села на 1787 рік містять австрійські кадастрові відомості — 161 прізвище.
Кількість вірних:
- 1840 — 215 греко-катол.,
- 1854 — прізвища жителів: Ільків, Коруц, Кохан, Скоп'як, Сіканич, Федорко, Шумейда, та ін.
- 1859 — 142 греко-катол.,
- 1879 — 180 греко-катол.,
- 1899 — 249 греко-катол.,
- 1926 — 214 греко-катол.,
- 1936 — 248 греко-катол.

Всі мешканці українського походження були переселені в СРСР у 1946 році, а село повністю знищене. Єдина згадка про старе село — залишки цвинтаря в полях: 3 пошкоджені бетонні надгробки та хрест.